# Escola Dom João Paulino
Escola Dom João Paulino (chinês tradicional: 聖善學校) é uma das mais antigas escolas construídas em Macau, foi estabelecida em 1911.